# Den falske Oluf
Den falske Oluf (død 1402) var en mand, angiveligt ved navn Wolf, fra Eger i Bøhmen, der gav sig ud for kong Oluf Håkonsen af Danmark og Norge, som faktisk døde år 1387.
Den preussiske historiker Johann von Posilge fortæller, at der i 1402 ankom en fattig syg mand til landet, hvor han opholdt sig i nærheden af landsbyen Graudenz i nuværende Polen - den gang tilhørende Den Tyske Orden. En gruppe købmænd fra Danmark spurgte ham, om ikke han var kendt i Danmark, da han lignede den afdøde kong Oluf meget. Købmændene gik for at finde en til, der havde set kongen og vendte tilbage med ham. Da den nytilkomne så manden, råbte han: "Min herre kongen!" Mange mennesker, især i Norge, troede ikke på, at Oluf var død. De troede, at dronning Margrete havde forgiftet den unge Oluf for at få ham af vejen, så hun kunne styre uindskrænket.[kilde mangler] Ifølge rygterne overlevede Oluf ved at gemme sig og flygte.
Nyheden om kongens genkomst nåede købmanden Tyme von der Nelow, der tog manden med til Danzig. Byens aristokrati bød Oluf velkommen som den retmæssige konge af Danmark og Norge og gav ham fint tøj og gaver. Der blev lavet et segl til ham, hvorefter han skrev til dronning Margrete og informerede hende om, at han var hendes søn, og hvori han krævede at få sine riger og titler igen. Margrete skrev tilbage og svarede, at hvis han kunne bevise at han var hendes søn, så ville hun med glæde tage imod ham.
Den tyske ordens stormester eskorterede tronprætendenten til Kalmar for at han kunne tale med dronningen. Så snart manden ankom blev han dog afsløret som bedrager, da han ikke kunne tale et ord dansk. Ved afhøringen indrømmede han, at han var søn af bønderne Adolph og Margrete fra Eger i Bøhmen. Den falske Oluf blev herefter ført til Lund, hvor han tilstod sin krænkelse af kongehuset og blev dømt til at brændes på bålet. Brevene han havde skrevet til dronningen blev hængt om hans hals og en spottende falsk krone blev anbragt på hans hoved, hvorefter han blev sænket ned i flammerne. Hans ejendele blev givet til et kloster, og dronningen fik mandens segl ødelagt. I forbindelse med sagen udgav Rigsrådet en detaljeret forklaring på den virkelige Olufs død i 1387, for således at tage vinden ud af sejlene på rygtet, der nu havde spredt sig rundt på Østersøen.

## I populærkulturen
Den falske Oluf spiller en central rolle i det danske/nordiske historiedrama, filmen Margrete den Første, fra 2021. Han spilles af Jakob Oftebro.